# Yvonne Schaloske
Yvonne Carolin Schaloske (født 23. august 1951 i Borås, død 1. april 2020) var en svensk skuespillerinde.
Schaloske uddannede sig oprindeligt til sygeplejerske og flyttede senere til Göteborg, hvor hun endte med at hellige sig børneteater. Hun skiftede senere til skuespil og er bedst kendt for rollen som Vera Bengtsson i tv-serien Rederiet. Hun medvirkede blandt andet også i filmen Den store badedag fra 1991, der er instrueret af Stellan Olsson.
Da Rederiet havde sin sidste sæson i 2002, opgav Schaloske skuespillerkarrieren, da hun mente, at rollen som Vera Bengtsson havde gjort så stærkt et indtryk på hende. Hun fik sidenhen et job som sikkerhedsvagt i Göteborg-Landvetter Airport.

## Udvalgt filmografi
- Taxibilder (tv-serie, 1984)
- Smuglerkongen (1985)
- Tre kärlekar (tv-serie, 1989)
- Hunden der smilede (1989)
- Kurt Olsson - Filmen om mit liv som mig selv (1990)
- Black Jack (1990)
- Den store badedag (1991)
- Kejseren af Portugalien (tv-serie, 1993)
- Manden på balkonen (1993)
- Jönssonligans största kupp (1995)
- Harry & Sonja (1996)
- Zonen (tv-serie, 1996)
- Rederiet (tv-serie, 1996-2002)